# Gaoming

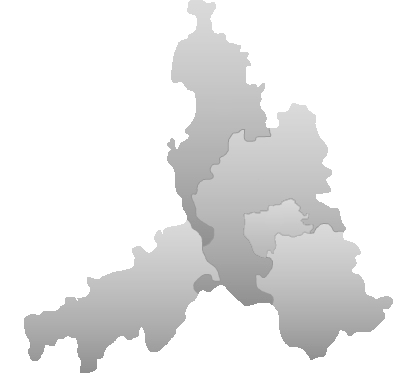
Lage des Stadtbezirks Gaoming im Gebiet der bezirksfreien Stadt Foshan

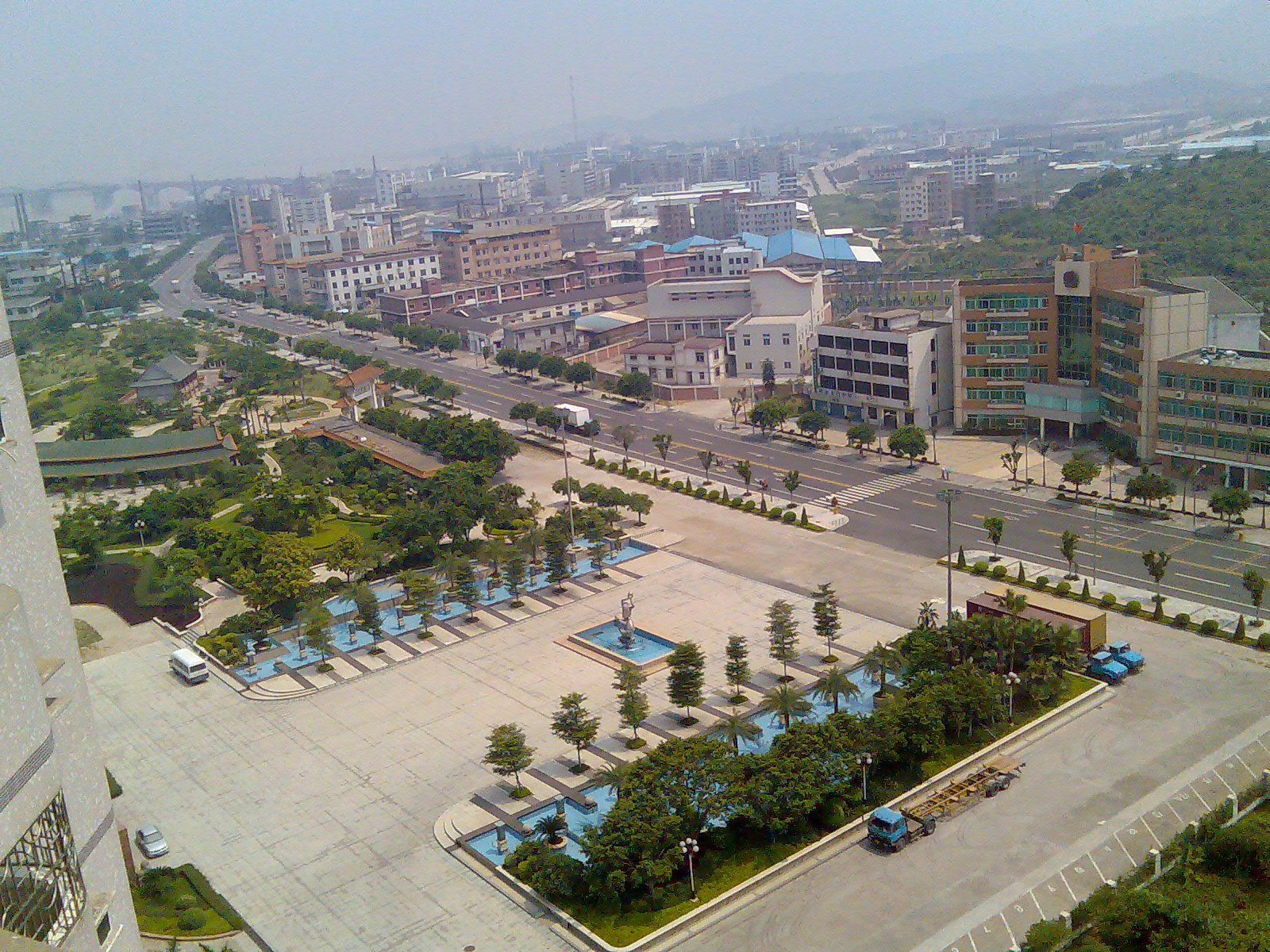
Gaoming, von einer Hochhauswohnung aus gesehen

Gaoming (chinesisch 高明区, Pinyin Gāomíng Qū) ist ein Stadtbezirk der Stadt Foshan in der südchinesischen Provinz Guangdong.
Am 8. Dezember 2002 wurde die kreisfreie Stadt Gaoming (高明市) aufgelöst und zu einem Stadtbezirk Foshans gemacht.

## Geographie
Der Stadtbezirk Gaoming liegt an östlichen Flussarmen des Westflusses, der wenig unterhalb – bei Guangzhou – in den Perlfluss übergeht.
Die Oberflächengestalt des Stadtbezirks Gaoming ist eben im östlichen und nordöstlichen Teil, der westliche und südwestliche Teil ist hügelig. Der Westfluss streift den Stadtbezirk im Osten. Das Klima ist subtropisch bis tropisch; die durchschnittliche Januartemperatur liegt bei 12 °C, die durchschnittliche Julitemperatur bei etwa 27 °C. Die jährliche Niederschlagsmenge liegt bei etwa 1700 mm.

## Ethnische Gliederung der Bevölkerung Gaomings (2000)
Beim Zensus im Jahr 2000 hatte Gaoming 301.041 Einwohner.
| Name des Volkes | Einwohner | Anteil  |
| --------------- | --------- | ------- |
| Han             | 296.564   | 98,51 % |
| Zhuang          | 2.254     | 0,75 %  |
| Tujia           | 697       | 0,23 %  |
| Miao            | 425       | 0,14 %  |
| Dong            | 395       | 0,13 %  |
| Yao             | 222       | 0,07 %  |
| Bouyei          | 99        | 0,03 %  |
| Bai             | 59        | 0,02 %  |
| Mandschu        | 55        | 0,02 %  |
| Hui             | 47        | 0,02 %  |
| Mongolen        | 41        | 0,01 %  |
| Yi              | 35        | 0,01 %  |
| Tibeter         | 32        | 0,01 %  |
| Sonstige        | 116       | 0,04 %  |

## Wirtschaft
Das BIP des Stadtbezirks beläuft sich auf jährlich etwa 24 800 RMB (Stand: 2002), was deutlich über dem Provinzdurchschnitt von 15 600 RMB liegt.
Gaoming verfügt über Ressourcen an Kohle, Kalkstein, Granit, Monazit, Mergel, Kaolin, Gold, Kupfer, Zink, Mangan, Eisen, Blei, Wolfram und weiteren. Mithin ist der Bergbau einer der wichtigsten Wirtschaftszweige von Gaoming; beim Abbau von Mergel ist Gaoming eine der wichtigsten Regionen innerhalb Guangdongs.
Innerhalb Guangdongs ist der Stadtbezirk Gaoming ein wichtiger Nahrungsmittelproduzent. Neben Reis werden Erdnüsse, Cassava-Wurzeln, Tee, Zuckerrohr, Früchte und Gemüse angebaut.
Für die Industrie des Stadtbezirks sind die Nahrungsmittel-, Textil- und Baustoffherstellung sowie das Druckergewerbe von großer Bedeutung. Wichtige Produkte sind Zement, Bekleidung, bedruckte Stoffe und Druckerzeugnisse aus Papier, Plastik- und Folienprodukte sowie Stärke.

## Verwaltung
Der Stadtbezirk Gaoming gehört zur bezirksfreien Stadt Foshan. Gaoming grenzt im Norden an die kreisfreie Stadt Gaoyao (Teil der bezirksfreien Stadt Zhaoqing), im Osten an die Stadtbezirke Sanshui und Nanhai (beide Stadt Foshan), im Süden an die kreisfreie Stadt Heshan (Teil der bezirksfreien Stadt Jiangmen) und im Westen an den Kreis Xinxing (bezirksfreie Stadt Yunfu).
Der Stadtbezirk ist in ein Straßenviertel und drei Großgemeinden untergliedert:
- Straßenviertel Hecheng (荷城街道), 178,58 km²;
- Großgemeinde Yanghe (杨和镇), 246,27 km²;
- Großgemeinde Genghe (更合镇), 348,91 km²;
- Großgemeinde Mingcheng (明城镇), 186,45 km².

Am 27. Mai 2005 wurde die Verwaltungsgliederung des Stadtbezirks reformiert:
- Auflösung des Straßenviertels Sanzhou (三洲街道), Eingliederung in Straßenviertel Hecheng;
- Auflösung des Straßenviertels Xi’an (西安街道), teilweise Eingliederung in Straßenviertel Hecheng;
- Auflösung der Großgemeinde Fuwan (富湾镇), Eingliederung in Straßenviertel Hecheng;
- Auflösung der Großgemeinden Yangmei (杨梅镇) und Renhe (人和镇), Zusammenführung zur Großgemeinde Yanghe;
- Auflösung der Großgemeinden Heshui (合水镇) und Genglou (更楼镇), Zusammenführung zur Großgemeinde Genghe (unter Auslassung eines Dorfkomitees von Genglou);
- Gründung der Großgemeinde Mingcheng aus Teilen des ehemaligen Straßenviertels Xi’an und dem übriggebliebenen Dorfkomitee von Genglou.

## Verkehr
Gaoming ist verkehrstechnisch nicht besonders gut angebunden. Die Eisenbahnstrecke von Guangzhou in Richtung Westen nach Maoming sowie die Guangzhou-Foshan-Kaiping-Autobahn führen nördlich am Stadtbezirksgebiet vorbei. Wichtig ist die Brücke, die in Gaoming den Westfluss überquert und den Bezirk an das Verkehrsnetz des Großraumes von Guangzhou anbindet. Eine hohe Bedeutung hat der Hafen am Westfluss, auf dem Güter wie Personen in Nord-Südlicher Richtung befördert werden können und von wo es direkte Verbindungen nach Hongkong und Macau gibt.